# سنترال (محله)، مینیاپولیس
سنترال (به انگلیسی: Central) یک منطقهٔ مسکونی در ایالات متحده آمریکا است که در مینیاپولیس واقع شده‌است. سنترال ۸٬۳۰۷ نفر جمعیت دارد.